# Wojciech Kruszewski
Wojciech Kruszewski (ur. 17 czerwca 1973 w Łomży) – polski literaturoznawca, naukowiec, edytor, redaktor serii wydawniczej, wykładowca Katolickiego Uniwersytetu Lubelskiego Jana Pawła II.

## Życiorys
Początkowo pracował na Wydziale Filologiczno-Historycznym Uniwersytetu Gdańskiego, obecnie wykłada sztukę edytorską oraz prowadzi seminaria nt. współczesnej literatury polskiej w perspektywie edytorskiej na Katolickim Uniwersytecie Lubelskim Jana Pawła II.
W 2005 roku opublikował monografię o sacrum w poetyckim dziele Tadeusza Różewicza wydaną nakładem KULu. W 2008 roku, również nakładem KULu, pod jego redakcją ukazały się wiersze Anny Kamieńskiej „Wiersze przemilczane”.
W 2010 roku, w ramach 200. urodzin Fryderyka Chopina, był jurorem razem z Dawidem Jungiem i Małgorzatą Strękowska-Zarembą w konkursie na limeryk, w ramach którego wydano „Limeryki Chopinowskie'” (projekt zrealizowany w ramach „Chopin 2010”, Ministerstwo Kultury i Dziedzictwa Narodowego).
W 2011 roku, razem z Dariuszem Pachockim opracował przekłady Józefa Czechowicza wydane przez Uniwersytet Marii Curie-Skłodowskiej w Lublinie.
Zaangażowany w debatę na temat współczesnej literatury. W 2012 roku m.in. brał udział w dyskusji z Kingą Dunin na temat polskiej literatury w latach 1992–2012 (Teatr Stary w Lublinie, kurator programu Krzysztof Varga, prowadzenie Roman Pawłowski). Z debaty powstał dokument „Wyprawa w XX-lecie, czyli co nam zostało z tamtych lat”.
Razem z prof. dr hab. Józefem Fertem i dr Dariuszem Pachockim jest redaktorem serii wydawniczej „U źródła” (Wydział Nauk Humanistycznych, KUL).

## Ważniejsze publikacje książkowe
- Deus desideratus. Sacrum w poetyckim dziele Tadeusza Różewicza (KUL, 2005)
- Rękopisy i formy. Badanie literatury jako sztuka odnajdywania pytań (KUL, 2010)